# Ludwig Georg Winter
Ludwig Georg Winter (Elzach, 18 de janeiro de 1778 – Karlsruhe, 27 de março de 1838) foi um político do Grão-Ducado de Baden.
Está sepultado no Alter Friedhof Karlsruhe.